# Stuurman (eindrang)
Een stuurman op de vroegere kustvloot van bomschuiten was, in tegenstelling tot die op de grote visserij en de koopvaardij, in het algemeen aan boord de hoogste in rang, overeenkomend met de schipper op andere schepen. Dit gold met name aan boord van de platboomde schepen van de vissersdorpen langs de Noordzee. Diegene die op de genoemde stuurman volgde en in wezen de werkzaamheden vervulde van wat men normaal gesproken onder een stuurman verstaat, werd op de kustvloot aangeduid als stuurmansmaat. Afgaand op de reder en auteur Hoogendijk kende men in Vlaardingen als tweede man in rang aan boord ook de aanduiding stuurmansmaat waar het de feitelijke stuurman betrof.

## Oude benaming
De omschrijving stuurman was in deze kustdorpen al – zij het in een oude spelling – van oudsher in gebruik. Dit toont een keur uit het jaar 1500. In deze keur wordt de gezaghebber van een bomschuit styerman genoemd terwijl een meervoud van hen wordt aangeduid als stierluyden.

## Wisselend
Het is wat merkwaardig dat Kranenburg in zijn proefschrift over de grote zeevisserij vrij willekeurig naast de aanduiding schipper ook de benaming 'stuurman'  hanteert, alhoewel dan een en eenzelfde gezaghebber wordt bedoeld. Dit geldt in mindere mate ook voor Beaujon in zijn overigens toonaangevend naslagwerk. De reder en auteur Hoogendijk echter is zeer consequent. Hij omschrijft in zijn boek, waar het de gezagvoerders van zijn vissersvloot betreft, deze uitsluitend als schippers.

## Vennoets
In meerdere gevallen was de stuurman van een bomschuit tevens de eigenaar. De aan boord aanwezige vissers deelden als participanten mee in de opbrengst van de vangst. Zij werden aangeduid als Vennoets of als Vennoten. De verhouding tussen een stuurman en zijn bemanning wekt de indruk dat zij in zee gelijkwaardig waren. Wel geven de keuren vanaf het begin van de  16de eeuw aan dat er voor de stuurlieden twee partijen bestonden waarmee zij rekening dienden te houden.

## Maernootscap
In die eeuwenoude regelgeving valt te lezen dat een stuurman met een eigen schuit bepaalde afspraken had lopen die een verantwoordelijkheid inhielden jegens een andere partij. Een ervan betrof de relatie en de verantwoordelijkheden jegens een of meerdere stuurlieden met eveneens een eigen schip. Zo'n overeenkomst werd een maernootscap genoemd. De tweede partij waarmee een stuurman te maken had was de eigen bemanning – van twee, hooguit drie koppen – waarmee hij ook zekere afspraken maakte. Dit verklaart de aanduiding  'vennoets'.